# Setigloma
Setigloma is een uitgestorven geslacht van tweekleppigen uit de  familie van de Sareptidae.

## Soorten
- Setigloma japonica (E. A. Smith, 1885)
- Setigloma simplex (E. A. Smith, 1885)